# Delta, Colorado
Delta är en stad (city) i Delta County, i delstaten Colorado, USA. Enligt United States Census Bureau har staden en folkmängd på 8 769 invånare (2011) och en landarea på 35,6 km². Delta är huvudort i Delta County.